# Солодухин, Евгений
Евгений Солодухин (род. 1948) — советский самбист и дзюдоист, чемпион и призёр чемпионатов СССР по самбо, призёр чемпионатов Европы по дзюдо, чемпион Европы по дзюдо в командном первенстве, победитель и призёр Спартакиад дружественных армий по дзюдо, мастер спорта СССР международного класса по самбоо и дзюдо. Выступал за Вооружённые Силы (Москва). Живёт в Москве. Член сборной команды страны в 1970-1973 годах.

## Спортивные результаты
- Чемпионат СССР по самбо 1966 года — ;
- Чемпионат СССР по самбо 1969 года — ;
- Чемпионат СССР по самбо 1970 года — ;
- Чемпионат СССР по самбо 1971 года — ;
- Чемпионат СССР по самбо 1972 года — .
- Чемпионат СССР по самбо 1978 года — ;
- Абсолютный чемпионат СССР по самбо 1978 года — ;